# Radek Radvan
Radek Radvan (* 19. září 1962) je bývalý český hokejový obránce.

## Hokejová kariéra
V československé lize hrál za TJ Zetor Brno a během povinné vojenské služby za Duklu Trenčín. Odehrál 8 ligových sezón, nastoupil ve 259 ligových utkáních, dal 17 ligových gólů a měl 24 asistencí. Reprezentoval Československo na Mistrovství Evropy juniorů v ledním hokeji 1980, kde získal s týmem stříbrnou medaili za 2. místo.

## Klubové statistiky
| Sezona    | Klub              | Soutěž  | Základní část | Základní část | Základní část | Základní část | Základní část |
| Sezona    | Klub              | Soutěž  | Z             | G             | A             | B             | TM            |
| --------- | ----------------- | ------- | ------------- | ------------- | ------------- | ------------- | ------------- |
| 1978/1979 | TJ Zetor Brno     | 1. liga | 1             | 0             | 0             | 0             | 0             |
| 1979/1980 | TJ Zetor Brno     | 1. liga | 34            | 1             | 3             | 4             | 20            |
| 1980/1981 | TJ Zetor Brno     | 2. liga | 28            | 4             | 6             | 10            | 16            |
| 1981/1982 | TJ Zetor Brno     | 1. liga | 34            | 0             | 4             | 4             | 10            |
| 1982/1983 | Dukla Trenčín     | 2. liga | 31            | 5             | 7             | 12            | 22            |
| 1983/1984 | Dukla Trenčín     | 1. liga | 2             | 0             | 0             | 0             | 0             |
| 1983/1984 | Dukla Trenčín „B“ | 2. liga | 30            | 1             | 5             | 6             | 16            |
| 1984/1985 | TJ Zetor Brno     | 1. liga | 37            | 2             | 5             | 7             | 16            |
| 1985/1986 | TJ Zetor Brno     | 1. liga | 44            | 5             | 4             | 9             | 14            |
| 1986/1987 | TJ Zetor Brno     | 1. liga | 35            | 4             | 2             | 69            | 20            |
| 1987/1988 | TJ Zetor Brno     | 1. liga | 43            | 3             | 4             | 7             | 20            |
| 1988/1989 | TJ Zetor Brno     | 2. liga | 38            | 3             | 4             | 7             | 20            |
| 1989/1990 | TJ Zetor Brno     | 1. liga | 29            | 2             | 2             | 4             | 10            |
| 1990/1991 | TJ Zetor Brno     | 2. liga | 27            | 3             | 10            | 13            | 2             |